# The Onion Field (película)
The Onion Field (en España, El Campo de Cebollas; en Hispanoamérica, Crimen en el Campo de Cebollas) es un filme criminal y dramático neo-noir estadounidense de 1979 dirigida por Harold Becker y escrita por Joseph Wambaugh, basada en el libro homónimo The Onion Field de 1973. La película es protagonizada por John Savage, James Woods, Franklyn Seales y Ted Danson en su debut cinematográfico.
La actuación de Woods como Greg Powell fue el elemento más elogiado de la película, lo que le valió al actor un premio del Círculo de Críticos de Cine de Kansas City y su primera nominación al Globo de Oro.

## Argumento
En 1963, los detectives de la Policía de Los Ángeles Karl Hettinger (Savage) e Ian Campbell (Danson) son secuestrados por los criminales Greg Powell (Woods) y Jimmy "Youngblood" Smith (Seales). Son conducidos a un campo de cebollas cerca de  Bakersfield, donde Campbell es asesinado a tiros antes de que Hettinger escape por poco cuando una nube pasa frente a la luna, sumergiendo el campo de cebollas en la oscuridad.
El relato del testigo ocular de Hettinger conduce al arresto de los dos hombres, que son juzgados y condenados por asesinato en primer grado. Mientras languidecen en el corredor de la muerte, Powell y Smith aprenden cómo explotar el sistema legal y, tras una serie de apelaciones, sus condenas se reducen a cadena perpetua tras una decisión judicial que abolió las ejecuciones en California.
Mientras tanto, la condición física y el estado emocional de Hettinger se deterioran lentamente a medida que las autoridades y sus compañeros oficiales cuestionan su incapacidad para actuar de manera más agresiva la noche del incidente. Atropellado por la culpa y el remordimiento, experimenta pesadillas, impotencia, pérdida de peso, cleptomanía y pensamientos suicidas.

## Reparto
- John Savage como Karl Hettinger
- James Woods como Gregory Powell
- Franklyn Seales como Jimmy Smith
- Ted Danson como Ian Campbell
- Ronny Cox como el Sgto. Pierce Brooks
- David Huffman como fiscal de distrito Phil Halpin
- Christopher Lloyd como abogado de la cárcel
- Dianne Hull como Helen Hettinger
- Priscilla Pointer como Chrissie Campbell
- K Callan como Mrs. Powell
- Sandy McPeak como Mr. Powell
- Lillian Randolph como Nana, la abuela de Jimmy
- Steve Conte como guardia de la cárcel
- John de Lancie como teniente de la policía de Los Ángeles #2

## Producción
La película se rodó en California, en las ciudades de Valencia, Los Ángeles, Maricopa y Taft. Una sala de audiencias del Tribunal Superior del Condado de Los Ángeles se utilizó para las escenas del juicio. El jurado fue trasladado a un campo de cebollas en Valencia para inspeccionarlo como una réplica del lugar del crimen.
El propio Wambaugh ayudó a producir la película y eligió a las personas que trabajarían en ella, incluido el actor Ted Danson, que hizo su debut en la pantalla grande. Según los informes, Wambaugh estaba decidido a hacer un film superior al de 1977 adaptado de su novela The Choirboys, el guion para el cual fue hecho por otro escritor. Wambaugh demandó a los creadores de The Choirboys y consiguió que se eliminara su nombre de los créditos.

## Estreno
The Onion Field se estrenó en el Festival Internacional de Cine de Toronto el 7 de septiembre de 1979, antes de abrir en Nueva York el 19 de septiembre.

## Recepción
La película se abrió con elogios positivos como una historia real de justicia mal manejada. Janet Maslin de The New York Times observó: "Esta es una historia fuerte y conmovedora, pero también desordenada, poblada por figuras tangenciales y tramas paralelas. Las historias de los criminales son tan intrincadas y fascinantes como las de los policías que secuestraron. Incluso el drama de la corte es inusualmente complicado, presentando un nuevo equipo legal con cada nuevo juicio ... La película es generalmente nítida y, a veces, emocionante, pero también está llena de incidentes que solo se explican de manera esquemática, y menos el hilo narrativo tan importante que podría haber proporcionado un punto de vista claro".
Variety calificó la película como "una dramatización muy detallada" y dijo que James Woods "es escalofriantemente efectivo, creando una descamación en el personaje que exuda el peligro de un cable vivo cerca de un charco".
Time Out London pensó que la película había sido "interpretada por expertos" y añadió: "Es el típico brebaje de Wambaugh: el procedimiento policial se observa de cerca sin rastro de romanticismo, lo que sugiere simplemente que la vida en la fuerza es un infierno psicológico. La autenticidad es seguida por la película en detrimento de la estructura dramática de la narración, a mitad de camino, todo comienza a divagar mal, abrumadoramente sórdido, sin embargo."

## Elogios
| Nominado(s) | Premio                           | Categoría                                                                      | Resultado        | Ref(s) |
| ----------- | -------------------------------- | ------------------------------------------------------------------------------ | ---------------- | ------ |
| James Woods | Kansas City Film Critics Circle  | Mejor Actor de Reparto                                                         |                  | [ 8 ]  |
| James Woods | New York Film Critics Circle     | Best Supporting Actor (3rd place)                                              |                  | [ 9 ]  |
| James Woods | National Society of Film Critics | Best Supporting Actor (4th place) (tied with James Mason for Murder by Decree) | [cita requerida] |        |
| James Woods | Golden Globe Awards              | Best Actor – Motion Picture Drama                                              | [ 10 ]           |        |

## Home media
MGM Home Entertainment lanzó el DVD de la Región 1 el 17 de septiembre de 2002. La película está en formato pantalla ancha anamórfica con una pista de audio en inglés y subtítulos en inglés, español y francés. Las características adicionales incluyen comentarios del director Harold Becker y un largometraje sobre la realización de la película.